# チェチーリア・バルトリ

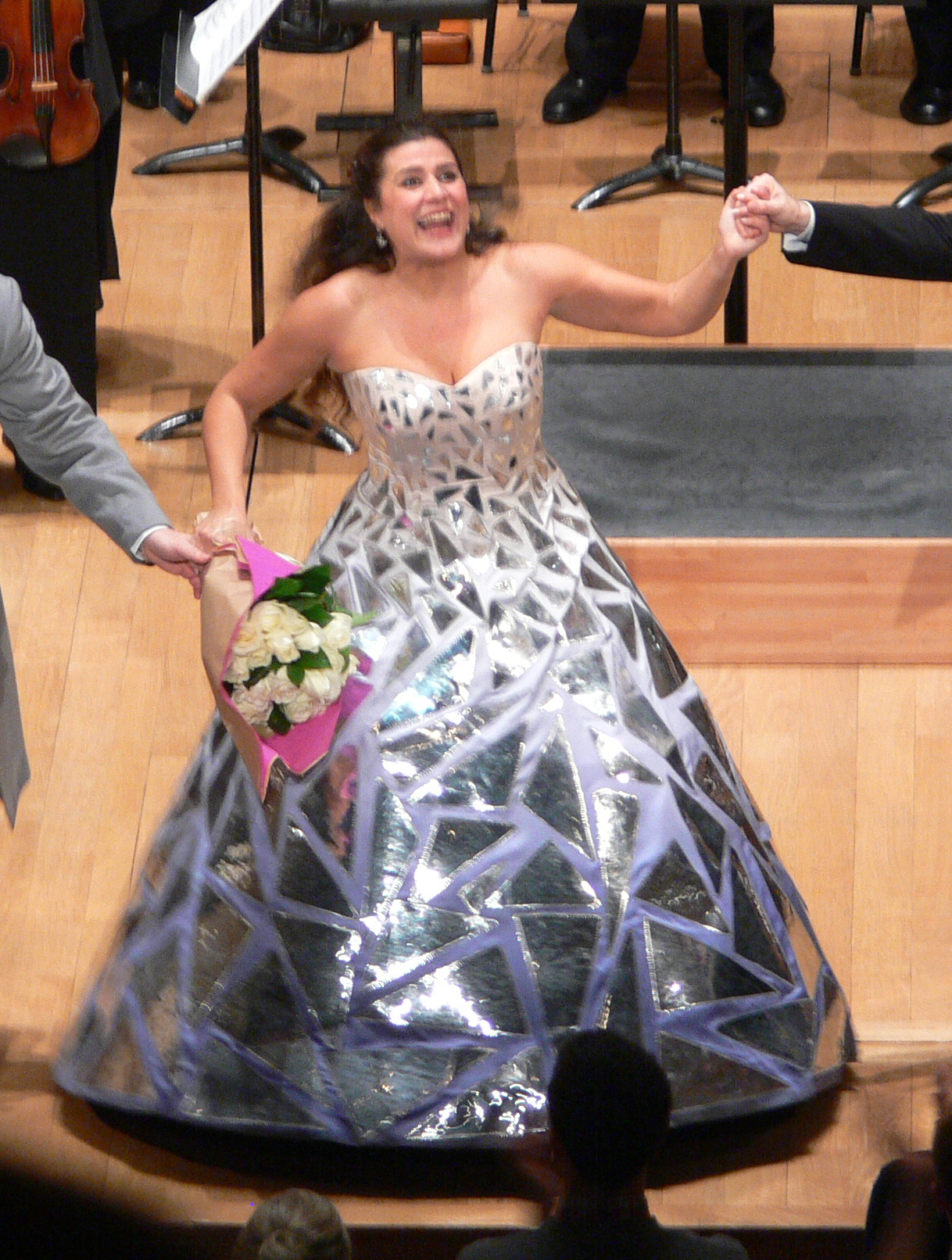
チェチーリア・バルトリ

チェチーリア・バルトリ（Cecilia Bartoli, 1966年6月4日 - ）は、イタリア人のメゾソプラノ歌手。人気のあるオペラ歌手であり、コンサート歌手である。モーツァルトとロッシーニのオペラの役で有名だが、マイナーなバロック音楽の上演でも知られている。声質は「リリコ・ドラマティコ・コロラトゥーラ」と考えられる。高度に個性的な音色を持ち、非常にドラマティックな効果を出せる。

## 経歴
バルトリはローマに生まれた。両親は二人ともプロの歌手で、彼女に最初の音楽教育を施した。バルトリの最初のステージは9歳のときで、プッチーニのオペラ『トスカ』の羊飼いの少年を歌った。その後はサンタ・チェチーリア音楽院で学んだ。
ほとんどのオペラ歌手とは違って、バルトリは20代はじめで名声を得た。通常は声の成熟は30代になって達成されると言われるが、例外的である。1985年、19歳のときにバルトリはイタリアのテレビのタレントショーに出演した。指揮者のリッカルド・ムーティは、彼女を見てスカラ座のオーディションに招いた。数年後、ヘルベルト・フォン・カラヤンは1990年のザルツブルク・イースター祭に彼女を招いたが、カラヤンが死去したため実現しなかった。同じ時期に、フランスのテレビでマリア・カラスに捧げた番組に出演したバルトリを見て、ダニエル・バレンボイムも彼女に注目している。
バレンボイムやニコラウス・アーノンクールと共演しながら、バルトリはモーツァルトのオペラの役に集中し、国際的なキャリアを積んだ。1988年に、ロッシーニのオペラ『セビリアの理髪師』のロジーナ役で録音に参加。1990年に、バッハの『ミサ曲ロ短調』に参加。それから急速に活動を広げた。
1996年、バルトリはモーツァルトのオペラ『コジ・ファン・トゥッテ』のデスピーナ役でメトロポリタン歌劇場へのデビューを果たし、翌年には同劇場でロッシーニのオペラ『チェネレントラ』の主役を歌った。洞窟のようなメトロポリタン歌劇場は世界最大のオペラハウスであり、バルトリが声量を上げるために密かにマイクを仕込んだのではないかという憶測が広がったが、劇場の支配人はそうした噂を断固として否定した。出演が絶賛を受けた結果、チェネレントラの役はバルトリと結び付けられて語られるようになった。
バルトリは自分の声にふさわしいレパートリーを広げてきた。モーツァルトとロッシーニに加えて、グルック、ヴィヴァルディ、ハイドン、サリエリのようなバロックや初期の古典派音楽にも注力するようになった。2005年はじめ、ヘンデルのオペラ『ジュリオ・チェーザレ』でコロラトゥーラ・ソプラノの役であるクレオパトラを歌った。バルトリの声は円熟するにつれ、これまで欠けていると非難されてきた豊かさと広さを獲得するようになった。バルトリは現役のメゾソプラノ歌手の中で最高の一人と広く見なされている。
2011年にスイスのバリトン歌手オリヴァー・ヴィトマーと結婚し、スイスに暮らしている。